# James Davies
Pour les articles homonymes, voir James Davies (homonymie) et Davies.
Pas d'image ? Cliquez ici

a Compétitions nationales et continentales officielles uniquement.

b Matchs officiels uniquement.
James Davies, né le 25 octobre 1990 à Carmarthen (pays de Galles), est un joueur international gallois de rugby à XV et international gallois et britannique de rugby à sept. En rugby à XV, il évolue au poste de troisième ligne aile.
Avec la sélection de Grande-Bretagne de rugby à sept, il remporte la médaille d'argent aux Jeux olympiques 2016 de Rio de Janeiro.

## Biographie
En avril 2022, après n'avoir plus joué depuis novembre 2020, il annonce mettre un terme à sa carrière sportive à cause de plusieurs commotions cérébrales subies.

## Vie privée
Il est le frère de Jonathan Davies, international gallois de rugby à XV.